# Arānchī
Arānchī (persiska: ارانچی) är en ort i Iran.   Den ligger i provinsen Ardabil, i den nordvästra delen av landet, 500 km nordväst om huvudstaden Teheran. Arānchī ligger 768 meter över havet och antalet invånare är 604.
Terrängen runt Arānchī är kuperad, och sluttar norrut. Runt Arānchī är det ganska tätbefolkat, med 58 invånare per kvadratkilometer. Närmaste större samhälle är Germī, 5,0 km söder om Arānchī. Trakten runt Arānchī består till största delen av jordbruksmark.